# زیگفلد کبیر
زیگفلد کبیر (انگلیسی: The Great Ziegfeld) فیلمی در ژانر زندگی‌نامه‌ای، موزیکال و درام به کارگردانی رابرت زی. لنرد است که در سال ۱۹۳۶ منتشر شد.

## بازیگران
- لوئیز راینر
- میرنا لوی
- ویلیام پاول
- فرانک مورگان
- فنی بریک
- ویرجینیا بروس
- ری بولگر
- نات پندلتن
- دنیس مورگن
- گرترود آستور
- ویلیام دمارست
- ویرجینیا گری
- می کوئستل
- اِلینور وَندِرویر
- جو یول
- سوزان فلمینگ
- جی ایتن
- مری هاوارد
- والیس کلارک
- ریموند والبورن

## جوایز
- جایزه اسکار بهترین فیلم در سال ۱۹۳۶
- جایزه اسکار بهترین بازیگر نقش اول زن (لوئیز راینر) در سال ۱۹۳۶